# バスケットボールバーレーン代表
バスケットボールバーレーン代表（英: Bahrain national basketball team）は、バーレーンバスケットボール連盟により国際大会に派遣されるバスケットボールのナショナルチームである。
アジア選手権は1977年に初出場。最高位は1997年の10位。

## 主な国際大会成績
- アジア選手権
  - 10位：1回（1997）
- アジア大会
  - 10位：（1982）